# 黄强 (1942年)
黄强（1942年—1993年），中国海南文昌东郊镇人，书法家，字习之，号南天一卒。为海南省第一届政协委员，中国书法家协会会员等。曾在海南话剧团、海南行政区文化局和海南省文化体育广播厅等处任职。“岭南书艺”等作品，载入《国际书法展览作品精选》等书，合编《名人入琼墨迹选》。